# 太白细柄茅
太白细柄茅（学名：Ptilagrostis concinna）为禾本科细柄茅属下的一个种。